# Zoltán Perl
Zoltán Perl, né le 28 juin 1995 à Szombathely, est un joueur de basket-ball international hongrois.

## Biographie
Avec l'Équipe de Hongrie, il participe à l'EuroBasket 2017.